# Ingeborg Sahler-Fesel

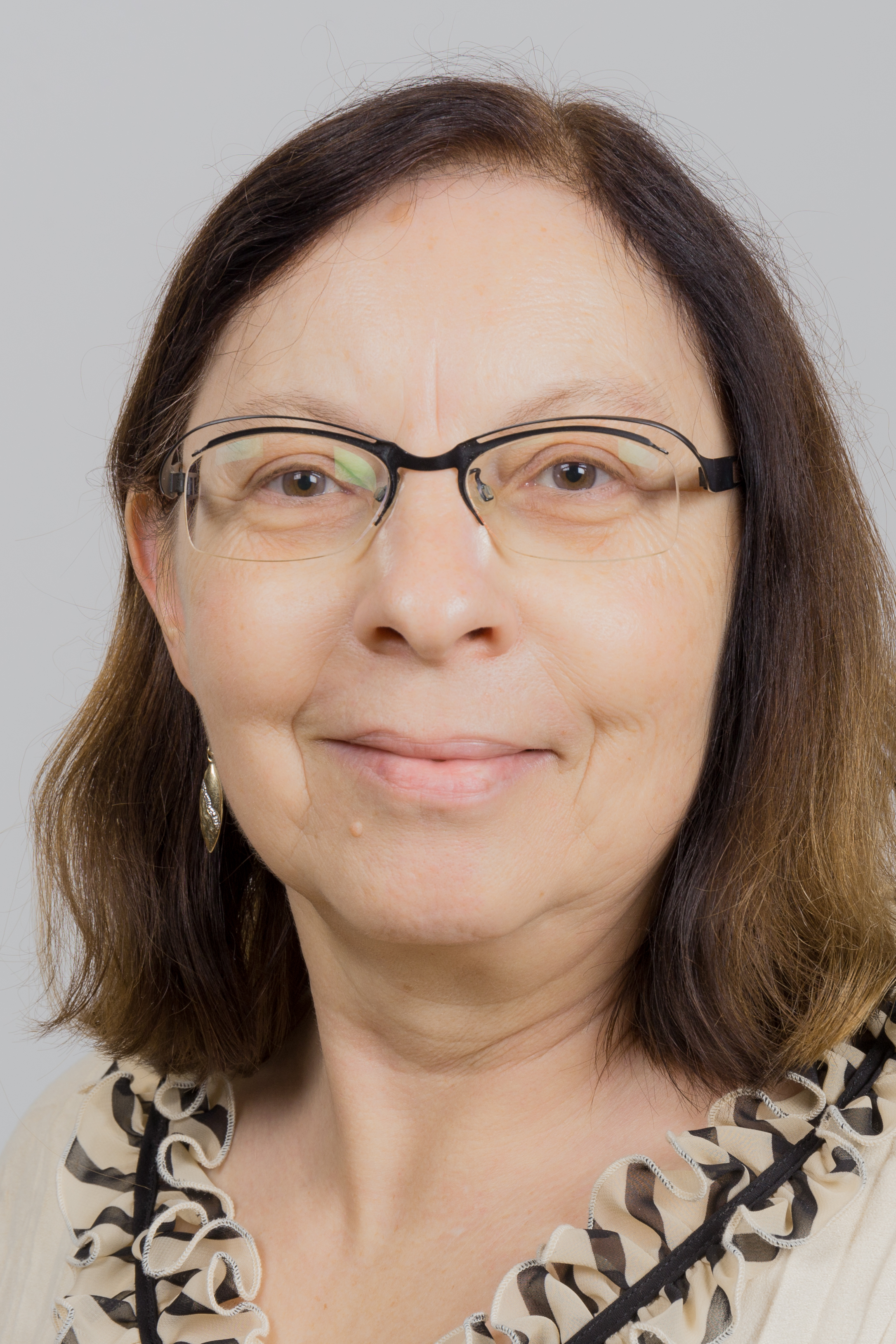
Ingeborg Sahler-Fesel (2016)

Ingeborg Sahler-Fesel (* 15. Januar 1956 in Ehrang, heute Stadtteil von Trier) ist eine deutsche Politikerin (SPD) und war von 2006 bis 2021 Mitglied des Landtages Rheinland-Pfalz.

## Leben
Sahler-Fesel absolvierte 1975 ihr Abitur am Auguste-Viktoria-Gymnasium Trier. Anschließend studierte sie bis 1979 Altphilologie und Germanistik an der Universität Trier. Von 1974 bis 1989 war sie Ausbilderin im Bundesverband für den Selbstschutz. Von 1979 bis 1987 war Sahler-Fesel zudem Geschäftsführerin beim Arbeiter-Samariter-Bund Trier. Nach einer Familienpause arbeitete sie von 2001 bis 2006 als Kaufmännische Angestellte beim Containerdienst Regnery.
Sahler-Fesel ist verheiratet, hat zwei Kinder und wohnt in Schweich.

## Politik
Seit 1979 ist Sahler-Fesel Mitglied der SPD und startete ihre Parteikarriere 1985 als Kassiererin im SPD-Ortsverein Ehrang. Von 1996 bis 2000 war sie stellvertretende Vorsitzende des Stadtverbandes Trier. Seit 2009 ist sie Mitglied des Kreistages Trier-Saarburg und seit 2011 die Vorsitzende der SPD-Kreistagsfraktion.
Von 1994 bis 1999 war Sahler-Fesel Mitglied des Ortsbeirats Trier-Ehrang. 1999 wurde sie in den Trierer Stadtrat gewählt. Nach der Landtagswahl 2006 zog Sahler-Fesel am 18. Mai 2006 als Abgeordnete in den Landtag ein und wurde Mitglied der Ausschüsse für Arbeit, Soziales, Familie und Gesundheit, Gleichstellung und Frauenförderung sowie im Landesjugendhilfeausschuss. Darüber hinaus war sie die Obfrau der SPD in der Enquête-Kommission Integration und Migration.
Nach der Landtagswahl 2011 wurde sie Mitglied des Ausschusses für Integration, Familie, Kinder und Jugend, Petitionsausschuss und der Strafvollzugskommission. Sie war Vorsitzende des Arbeitskreises Integration, Familie, Kinder und Jugend der SPD-Landtagsfraktion und Sprecherin für Integration und Familie. Sie kandidierte bei der Wahl zum 18. Landtag von Rheinland-Pfalz nicht erneut.
Sie ist Mitglied in verschiedenen Landesbeiräten.